# Oscinella maura
Oscinella maura är en tvåvingeart som först beskrevs av Fallen 1820.  Oscinella maura ingår i släktet Oscinella och familjen fritflugor. Arten är reproducerande i Sverige. Inga underarter finns listade i Catalogue of Life.